# Dekanat bodzentyński
Dekanat bodzentyński – jeden z 33 dekanatów rzymskokatolickiej diecezji kieleckiej. Tworzy go 10 parafii:
- Bodzentyn – św. Stanisława Biskupa Męczennika
- Dębno – pw. św. Mikołaja
- Krajków – pw. św. Brata Alberta Chmielowskiego
- Krajno – pw. Chrystusa Króla
- Psary – pw. Matki Bożej Pięknej Miłości
- Radkowice – pw. Matki Bożej Częstochowskiej
- Święta Katarzyna – pw. św. Katarzyny
- Świętomarz – pw. Wniebowzięcia NMP
- Tarczek – pw. św. Idziego opata
- Wzdół – pw. Wniebowzięcia NMP